# Ponto Barff
O Ponto Barff (54° 14′ S, 36° 24′ O) é um ponto que forma o lado leste da entrada para a Baía de
Cumberland,  na costa norte da Geórgia do Sul. Recebeu o nome do Tenente A.D. Barff, Marinha Real, do Sappho, que, assistido pelo Capitão C.A. Larsen, fez um mapa de esboço da Baía de Cumberland em 1906.